# 十九酸
十九酸（Nonadecanoic acid）是一种有机化合物，化学式为CH3(CH2)17COOH。在自然界中，它存在于蒔蘿和紅藻等植物中。

## 合成
十九酸可由1-二十烯经高锰酸钾在酸性条件下氧化制得，产物经重结晶提纯。

## 反应
十九酸和N-羟基丁二酰亚胺在1-乙基-(3-二甲基氨基丙基)碳二亚胺存在下于二氯甲烷中反应，可以得到N-十九酸丁二酰亚胺。它和叠氮化钠在二(甲氧基乙基)氨基三氟化硫、二异丙基乙胺存在下反应，可以得到十九酰叠氮。它在四氢呋喃中和氢化铝锂回流反应，可以被还原，得到1-十九烷醇。

## 拓展阅读
- Wei-Cheng Wang, William L. Roberts, Larry F. Stikeleather. . J. Energy Resour. Technol. 2012, 134 (3): 032203. doi:10.1115/1.4006867.